# Aeropuerto Internacional de Panama City-Condado de Bay
El Aeropuerto Internacional de Panama City-Condado de Bay o el Panama City-Bay County International Airport (IATA: PFN, OACI: KPFN, FAA LID: PFN) es un aeropuerto de uso público localizado a tres millas náuticas (6 km) al noroeste del distrito financiero de Panama City, en el condado de Bay, Florida, Estados Unidos. Es propiedad del Distrito Aeropuertuario de Panama City-Condado de Bay.

## Aerolíneas y destinos
Servicio de línea aérea está en el Aeropuerto Internacional de las Playas del Noroeste dorida.